# Блистівська сільська рада (Новгород-Сіверський район)
Блистівська́ сільська́ ра́да — адміністративно-територіальна одиниця та орган місцевого самоврядування в Новгород-Сіверському районі Чернігівської області. Адміністративний центр — село Блистова.

## Загальні відомості
Блистівська сільська рада утворена у 1918 році.
- Територія ради: 90,822 км²
- Населення ради: 1 433 особи (станом на 2001 рік)

## Населені пункти
Сільській раді були підпорядковані населені пункти:
- с. Блистова
- с. Лоска
- с. Слобідка

## Склад ради
Рада складалася з 16 депутатів та голови.
- Голова ради: Довбня Віталій Олексійович
- Секретар ради: Турок Лідія Степанівна

### Керівний склад попередніх скликань
| Прізвище, ім'я, по батькові | Основні відомості                                                         | Дата обрання | Дата звільнення |
| --------------------------- | ------------------------------------------------------------------------- | ------------ | --------------- |
| Довбня Віталій Олексійович  | Сільський голова, 1971 року народження, освіта вища, безпартійний         | 26.03.2006   | 31.10.2010      |
| Довбня Віталій Олексійович  | Сільський голова, 1971 року народження, освіта вища, член Партії регіонів | 31.10.2010   |                 |

Примітка: таблиця складена за даними сайту Верховної Ради України

### Депутати
За результатами місцевих виборів 2010 року депутатами ради стали:

#### За суб'єктами висування
| Суб'єкт висування                 | Кількість обраних депутатів | %    |
| --------------------------------- | --------------------------- | ---- |
| Партія регіонів                   | 9                           | 56,3 |
| Самовисування                     | 6                           | 37,5 |
| Політична партія «Сильна Україна» | 1                           | 6,3  |

#### За округами
| № округу                          | Прізвище, ім'я, по батькові   | Дата визнання обраним | Освіта             | Партійна приналежність                  | Відомості про обраного депутата                                                                     |
| --------------------------------- | ----------------------------- | --------------------- | ------------------ | --------------------------------------- | --------------------------------------------------------------------------------------------------- |
| Партія регіонів                   |                               |                       |                    |                                         | |
| 1                                 | Турок Людмила Володимирівна   | 05.11.2010            | вища               | член Партії регіонів                    | Блистівський фельдшерсько-акушерський пункт, завідувачка                                            |
| 2                                 | Турок Лідія Степанівна        | 05.11.2010            | вища               | член Партії регіонів                    | Блистівська сільська рада, секретар                                                                 |
| 3                                 | Копил Любов Миколаївна        | 05.11.2010            | середня спеціальна | член Партії регіонів                    | Новгород-Сіверський ТЦ соціального обслуговування (надання соціальних послуг), соціальний працівник |
| 4                                 | Коваленко Надія Михайлівна    | 05.11.2010            | середня спеціальна | член Партії регіонів                    | Новгород-Сіверський ТЦ соціального обслуговування (надання соціальних послуг), соціальний працівник |
| 5                                 | Антипенко Зоя Онисимівна      | 05.11.2010            | вища               | член Партії регіонів                    | Новгород-Сіверська районна бібліотечна система, завідувачка сільської бібліотеки                    |
| 7                                 | Шульга Валентина Василівна    | 05.11.2010            | середня спеціальна | член Партії регіонів                    | СГВК «Блистівський», бухгалтер                                                                      |
| 11                                | Даниленко Михайло Олексійович | 05.11.2010            | вища               | член Партії регіонів                    | Лосківська загальноосвітня школа І-ІІ ст., директор школи                                           |
| 13                                | Яценко Тамара Григорівна      | 05.11.2010            | середня спеціальна | член Партії регіонів                    | Блистівське сільське споживче товариство, продавець магазину                                        |
| 15                                | Шелег Василь Григорович       | 05.11.2010            | середня спеціальна | член Партії регіонів                    | ДП «Новгород-Сіверська ЛНДС», майстер лісу                                                          |
| Політична партія «Сильна Україна» |                               |                       |                    |                                         | |
| 8                                 | Халепа Володимир Іванович     | 05.11.2010            | середня спеціальна | член Політичної партії «Сильна Україна» | пенсіонер                                                                                           |
| Самовисування                     |                               |                       |                    |                                         | |
| 6                                 | Довбня Ніна Олексіївна        | 05.11.2010            | середня спеціальна | позапартійна                            | тимчасово не працює                                                                                 |
| 9                                 | Петрович Микола Якович        | 05.11.2010            | середня спеціальна | позапартійний                           | ДП «Новгород-Сіверське лісове господарство», лісник Лосківського лісництва                          |
| 10                                | Гаркавий Петро Іванович       | 05.11.2010            | вища               | позапартійний                           | тимчасово не працює                                                                                 |
| 12                                | Мишко Федір Михайлович        | 05.11.2010            | середня спеціальна | позапартійний                           | ДП «Новгород-Сіверське лісове господарство», майстер Лосківського лісництва                         |
| 14                                | Снитко Наталія Іванівна       | 05.11.2010            | середня спеціальна | позапартійна                            | Блистівське сільське споживче товариство, голова правління                                          |
| 16                                | Гаркава Тетяна Федорівна      | 05.11.2010            | середня спеціальна | позапартійна                            | Блистівське сільське споживче товариство, продавець                                                 |